# Bengt Hennings
Bengt Hennings är ett dansband från Gällstad i Sverige. Bandet bildades 1967, och noterades vid slutet av 2000-talets första decennium samt början av 2010-talet för framgångar på den svenska albumlistan.
Bandet deltog i Dansbandskampen 2008. Bengt Hennings gick vidare från det första programmet i serien tillsammans med Scotts, men slogs ut av Larz-Kristerz i program två, för att sedan bli inröstade till finalen igen. Bandets blåssektion tilldelades Guldklaven i kategorin Årets blåsare 2008. Bandet medverkade samma år i dokumentärfilmen Får jag lov - till den sista dansen?.

## Diskografi

### Album
- Bengt Hennings 88 - 1988
- Bengt Hennings 91 - 1991
- Bengt Hennings 93 - 1993
- Bengt Hennings 95 - 1995 (cd-singel med fem låtar)
- Studio & live - 2001
- Alla dessa underbara år - 2003
- Bäst av allt - 2007
- Låt kärleken slå till - 2009
- Golden Hits - 2011
- Scenen är vår - 2012

### Fotnoter
1. ↑  ”Discography Bengt Hennings”. Swedishcharts. http://www.swedishcharts.com/showinterpret.asp?interpret=Bengt+Hennings. Läst 19 november 2014.
2. ↑  ”Guldklaven; Vinnare genom tiderna”. Får jag lov. http://fjl.se/tidningen/guldklaven/. Läst 13 november 2018.